# Lebak Peundeuy
Lebak Peundeuy is een bestuurslaag in het regentschap Lebak van de provincie Banten, Indonesië. Lebak Peundeuy telt 2305 inwoners (volkstelling 2010).